# Miscela gassosa
Una miscela gassosa è una miscela di due o più gas.

## Miscele reali e miscele ideali
Una miscela gassosa è detta reale quando gli effetti di miscelamento sono non nulli, ovvero quando il volume della miscela gassosa è diverso dalla somma dei volumi che avrebbero i singoli gas se non fossero miscelati, considerati alla pressione pari alla loro pressione parziale nella miscela. Nel caso contrario la miscela è detta ideale (secondo Lewis e Randall).

## Comportamento pVT delle miscele gassose reali
Nella letteratura scientifica non si trovano molti dati riguardo al comportamento pVT delle miscele gassose, essendo possibile incontrare un'infinità di miscele gassose per dati componenti. Sono presenti in letteratura solo alcuni casi particolari in cui le concentrazioni dei componenti in miscela sono fissate, ad esempio l'aria.
Si ricorre quindi ai seguenti metodi per studiare il comportamento pVT di una miscela gassosa reale:
- approssimazione di Dalton
- approssimazione di Amagat
- regole di miscela
- metodo delle costanti pseudocritiche.

### Approssimazione di Dalton
Nell'approssimazione di Dalton, basata sulla legge delle pressioni parziali, il fattore di comprimibilità Z viene ricavato dall'espressione seguente:
{\displaystyle Z=\sum _{i=1}^{n}y_{i}Z_{i}|_{T,v}}
in cui si assume che il componente i-esimo occupa l'intero volume della miscela a temperatura T.

### Approssimazione di Amagat
Nell'approssimazione di Amagat, basata sulla legge di Amagat, il fattore di comprimibilità Z viene ricavato dall'espressione seguente:
{\displaystyle Z=\sum _{i=1}^{n}y_{i}Z_{i}|_{p,T}}
in cui si assume che il componente i-esimo esiste alla pressione p e temperatura T della miscela.

### Regole di miscela
Nel caso di miscele binarie, le regole di miscela (in inglese "mixing rules" o "combination rules") stabiliscono un legame tra i coefficienti {\displaystyle a_{i}} e {\displaystyle b_{i}} utilizzati nelle equazioni di stato cubiche, relativi al componente i-esimo e i cosiddetti "cross-coefficients" {\displaystyle a_{ij}} e {\displaystyle b_{ij}}, relativi alla miscela binaria dei due componenti i e j.
Il coefficiente a è correlato alla pressione di coesione, mentre il coefficiente b è il covolume. Questi coefficienti descrivono lo scostamento della miscela dalle condizioni di idealità.
Il coefficiente b può essere determinato come:
{\displaystyle b=\sum _{i=1}^{n}y_{i}b_{i}}
in cui n è il numero di componenti della miscela gassosa e yi è la frazione molare del componente i-esimo.
Il coefficiente a può essere ricavato in vari modi. Uno di questi e la cosiddetta "correzione di Zudkevich e Joffe":
{\displaystyle a=\sum \sum y_{i}y_{j}a_{ij}=\sum \sum y_{i}y_{j}(a_{i}a_{j})^{0,5}(1-k_{ij})}
in cui la costante {\displaystyle k_{ij}} è tabellata, ed è nulla per miscele ideali o se uno dei componenti è l'idrogeno.

### Metodo delle costanti pseudocritiche
Il metodo delle costanti pseudocritiche consiste nel descrivere il comportamento pVT di una miscela come se questa fosse un gas con costanti critiche {\displaystyle p_{c}} (pressione critica) e {\displaystyle T_{c}} (temperatura critica), correlate alle costanti critiche dei singoli componenti. Nel caso delle miscele si parla di "costanti pseudocritiche", in quanto corrispondono ad un gas fittizio.
Esistono vari modi (o "regole") per determinare le costanti pseudocritiche, ad esempio la "regola di Kay", la "regola di Prausnitz & Gunn" e la "regola di Lorentz & Berthelot".

#### Regola di Kay

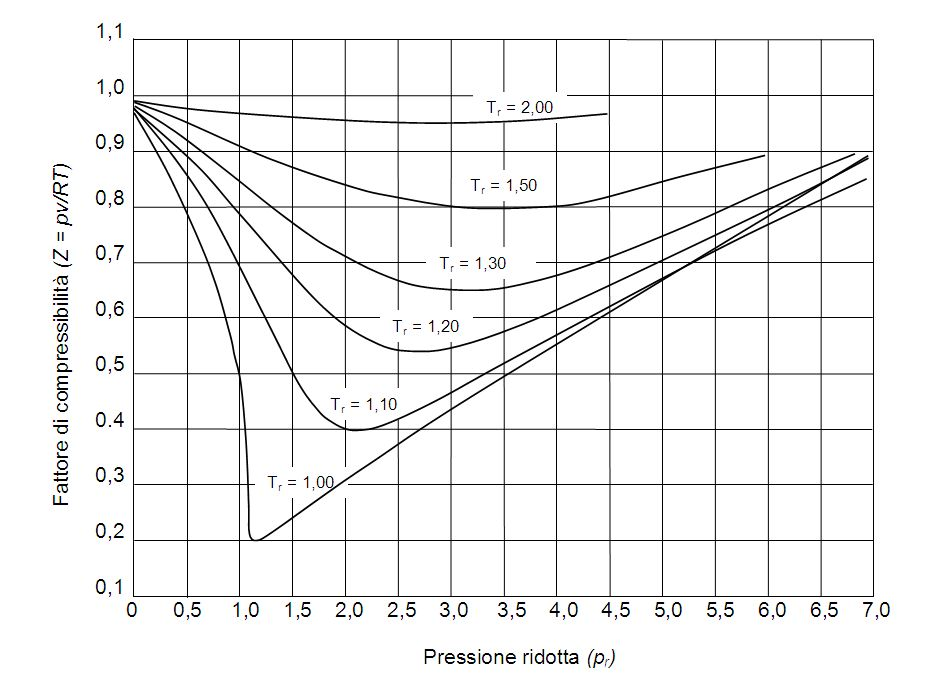
Diagramma generalizzato fattore di compressibilità.

La "regola di Kay" afferma che:
{\displaystyle T_{c}=\sum _{i=1}^{n}y_{i}T_{c,i}}
{\displaystyle p_{c}=\sum _{i=1}^{n}y_{i}p_{c,i}}
{\displaystyle \omega _{mix}=\sum y_{i}\omega _{i}}
in cui {\displaystyle \omega _{i}} e {\displaystyle \omega _{mix}} rappresentano il fattore acentrico del componente i-esimo e della miscela gassosa.
A partire dalle costanti pseudocritiche così ricavate si possono quindi determinare i coefficienti a e b (da sostituire nelle equazioni cubiche) oppure il "fattore di comprimibilità della miscela", definito come:
{\displaystyle Z_{mix}=Z^{0}+\omega Z^{1}}
in cui {\displaystyle Z^{0}} e {\displaystyle Z^{1}} sono dei parametri che vengono determinati dal "diagramma generalizzato di Nelson-Obert" (o "diagramma generalizzato del fattore di compressibilità").
Quest'ultima espressione è chiamata correlazione di Lee-Kesler, ed è una conseguenza del teorema degli stati corrispondenti.

#### Regola di Lorentz & Berthelot
Secondo la "regola di Lorentz & Berthelot", le costanti pseudocritiche sono calcolate come:
{\displaystyle T_{c,ij}=(T_{c,i}\cdot T_{c,j})^{0.5}(1-k_{ij})}
{\displaystyle P_{c,ij}={\frac {RT_{c,ij}Z_{c,ij}}{V_{c,ij}}}}
in cui {\displaystyle k_{c,ij}} è un parametro di interazione binaria tabellato, mentre il fattore di compressibilità critico di miscela {\displaystyle Z_{c,ij}} è calcolato come:
{\displaystyle Z_{c,ij}={\frac {Z_{c,i}+Z_{c,j}}{2}}}
mentre il volume critico della miscela è pari a:
{\displaystyle V_{c,ij}=\left({\frac {V_{c,i}^{1/3}+V_{c,j}^{1/3}}{2}}\right)^{3}}
Una volta determinati {\displaystyle Z_{c,ij}} e {\displaystyle V_{c,ij}}, si calcolano i valori delle costanti pseudocritiche, e quindi le costanti {\displaystyle B_{ij}^{0}}, {\displaystyle B_{ij}^{1}} e {\displaystyle \omega _{ij}} utilizzando le seguenti correlazioni analitiche:
{\displaystyle B_{ij}^{0}=0,083-{\frac {0,422}{T_{r,ij}^{1,6}}}}
{\displaystyle B_{ij}^{1}=0,139-{\frac {0,172}{T_{r,ij}^{4,2}}}}
{\displaystyle \omega _{ij}={\frac {\omega _{i}+\omega _{j}}{2}}}
e quindi:
{\displaystyle B_{ii}\left({\frac {P_{c,i}}{RT_{c,i}}}\right)=B_{i}^{0}+\omega _{i}B_{i}^{1}}
{\displaystyle B_{ij}\left({\frac {P_{c,ij}}{RT_{c,ij}}}\right)=B_{i}j^{0}+\omega _{i}jB_{i}j^{1}}
si ricava quindi il coefficiente viriale {\displaystyle B}:
{\displaystyle B=\sum \sum y_{i}y_{j}B_{ij}}
e si applica l'equazione viriale troncata (o "prima correlazione di Pitzer"):
{\displaystyle Z=1+{\frac {BP}{RT}}}